# Архиепархия Дели
Архиепархия Дели (лат. Archidioecesis Delhiensis) — архиепархия Римско-Католической церкви c центром в городе Дели, Индия. В митрополию Дели входят епархии Джамму-Шринагара, Джуллундура, Симлы и Чандигарха. Кафедральным собором архиепархии Дели является церковь Святейшего Сердца Иисуса.

## История
13 сентября 1910 года Римский папа Пий X издал бреве Incensum, которой учредил архиепархию Симлы, выделив её из архиепархии Агры и епархии Лахора.
13 апреля 1937 года Римский папа Пий XI выпустил буллу Inter apostolicas, которой присоединил Дели к архиепархии Симлы. В этот же день архиепархия Симлы была переименована в архиепархию Дели и Симлы.
4 июня 1959 года Римский папа Иоанн XXIII издал буллу Indicae genti, которой разделил архиепархию Дели и Симлы на епархию Симлы (сегодня — Епархия Симлы и Чандигарха) и архиепархию Дели.

## Ординарии архиепархии
- архиепископ Anselm Edward John Kenealy (21.12.1910 — 13.01.1936);
- архиепископ Sylvester Patrick Mulligan (13.04.1937 — 16.08.1950);
- архиепископ Joseph Alexander Fernandes (12.04.1951 — 16.09.1967);
- архиепископ Angelo Innocent Fernandes (16.09.1967 — 19.11.1990);
- архиепископ Alan Basil de Lastic (19.11.1990 — 20.06.2000);
- архиепископ Vincent Michael Concessao (7.09.2000 — 30.11.2012);
- архиепископ Anil Joseph Thomas Couto (30.11.2012 — по настоящее время).

## Источник
- Annuario Pontificio, Libreria Editrice Vaticana, Città del Vaticano, 2003, ISBN 88-209-7422-3
- Бреве Incensum Архивная копия от 27 марта 2010 на Wayback Machine, AAS 2 (1910), стр. 851  (лат.)
- Булла Inter apostolicas Архивная копия от 14 июня 2010 на Wayback Machine, AAS 29 (1937), стр. 383  (лат.)
- Булла Indicae genti Архивная копия от 15 марта 2012 на Wayback Machine  (лат.)